# Église Notre-Dame-sur-l'Eau (Allier)
L'église Notre-Dame-sur-l'Eau est située à Verneuil-en-Bourbonnais en France.

## Localisation
L'église est située sur la commune de Verneuil-en-Bourbonnais dans le département de l'Allier, dans la région Auvergne-Rhône-Alpes.

## Description
L'église, de style roman, a vraisemblablement été construite au XIe siècle. Elle était composée primitivement d'une nef dont les murs latéraux étaient renforcés par des arcatures ; ultérieurement, au midi, fut élevé un bas-côté voûté en quart-de-cercle. Il reste quelques traces de peintures murales. Des vitraux en résine et en verre, œuvres de Bernard Guth, laissent entrer une lumière colorée.

## Historique
Après la Révolution, elle fut utilisée comme grange et en souffrit beaucoup. Rachetée en 1965 et restaurée par la Société des amis du Vieux Verneuil, elle a été transformée en lieu d'exposition.
L'église est inscrite au titre des monuments historiques par arrêté du 13 février 1928.

## Protection
Éléments protégés : les restes de l'ancienne église.